# 散纹樱蛤
是帘蛤目樱蛤科樱蛤属的一种。主要分布于越南、新加坡、中国大陆、台湾，常栖息在浅海沙底、潮间带。